# Sattelbach (Steinbach)
Der Sattelbach ist ein Quellfluss des bei Lenggries im oberbayerischen Landkreis Bad Tölz-Wolfratshausen von rechts in die Isar mündenden Steinbachs.
Der Sattelbach entsteht westlich unterhalb des Sattels zwischen Sattelkopf und Huder. Nach seiner Vereinigung mit dem Buchetskogelgraben und nur ca. 60 m abwärts mit dem Baumgartengraben bildet er einen der Quellflüsse des Steinbachs.